# Sexto Atílio Serrano
Sexto Atílio Serrano (em latim: Sextus Atilius Serranus) foi um político da gente Atília da República Romana eleito cônsul em 136 a.C. com Lúcio Fúrio Filo.

## Consulado (136 a.C.)
Serrano foi eleito cônsul em 136 a.C. com Lúcio Fúrio Filo, mas nenhum evento notável foi reportado sobre seu mandato. Ele foi mencionado por Cícero em "De officiis" e a "Carta a Ático".
No ano seguinte, foi, provavelmente, o procônsul da Gália Cisalpina, um fato conhecido por que neste ano determinou as fronteiras das cidades de Vicenza e Ateste.

### Magistrado monetário
A Atílio Serrano é atribuída uma emissão de moedas de 155 a.C. composta por um denário e cinco moedas de bronze, do asse ao sextante. Esta série é caracterizada pelas letras "S A R" no reverso.